# (116730) 2004 DC23
(116730) 2004 DC23 es un asteroide perteneciente al cinturón de asteroides, región del sistema solar que se encuentra entre las órbitas de Marte y Júpiter.
Fue descubierto el 18 de febrero de 2004 por el equipo del Catalina Sky Survey desde el Observatorio Steward, en Tucson, Arizona.

## Designación y nombre
Designado provisionalmente como 2004 DC23.

## Características orbitales
(116730) 2004 DC23 está situado a una distancia media del Sol de 2,561 ua, pudiendo alejarse hasta 2,625 ua y acercarse hasta 2,498 ua. Su excentricidad es 0,025 y la inclinación orbital 21,836 grados. Emplea 1497,25 días en completar una órbita alrededor del Sol.
Pertenece a la familia de asteroides de (480) Hansa.

## Características físicas
La magnitud absoluta de (116730) 2004 DC23 es 15,80. Tiene 2,364 km de diámetro y su albedo se estima en 0,199.